# یراختا
یراختا (به لاتین: Yerakhta) یک منطقهٔ مسکونی در روسیه است که در استان آمور واقع شده‌است.